# サトシのポケモン (サン&ムーン)
サトシのポケモン (サン&ムーン)では、任天堂のゲームソフト『ポケットモンスター』シリーズを原作とするアニメ『ポケットモンスター』シリーズに登場するサトシのポケモンのうち、『サン&ムーン』から登場したものについて記述する。

## 凡例
記載されている略号
以下のタイトル名の前に付与された数字（シリーズ番号）は、日本語オリジナル版を番組名の違い（リコとロイ編はひとシリーズとする）で数えた通称であり、他の言語版のシリーズ/シーズン番号とは異なる場合がある。
- 1.『ポケットモンスター（無印）』 - 《PM》（無印、平成無印、1997年版、第1シリーズ、平成版）：カントー地方編 - 《KT》、オレンジ諸島編 - 《OS》、ジョウト地方編 - 《JT》
- 2.『ポケットモンスター アドバンスジェネレーション』 - 《AG》：ホウエン地方編 - 《HT》、バトルフロンティア編 - 《BF》
- 3.『ポケットモンスター ダイヤモンド&パール』 - 《DP》
- 4.『ポケットモンスター ベストウイッシュ』 - 《BW》
  - シーズン1『ポケットモンスター ベストウイッシュ』 - 《BW》
  - シーズン2『ポケットモンスター ベストウイッシュ シーズン2』 - 《BW2》：エピソードN - 《BW2N》、デコロラアドベンチャー - 《DA》
- 5.『ポケットモンスター XY』 - 《XY》
  - シーズン1『ポケットモンスター XY』 - 《XY》
  - シーズン2『ポケットモンスター XY&Z』 - 《XY&Z》
- 6.『ポケットモンスター サン&ムーン』 - 《SM》
- 7.『ポケットモンスター（新無印）』 - 《PM2》（新無印、令和無印第1作、2019年版、第7シリーズ）
  - シーズン1『ポケットモンスター』 - 《PM2》
  - シーズン2『ポケットモンスター めざせポケモンマスター』 - 《MPM》
- 8.『ポケットモンスター（リコとロイ編）』 - 《LR》（リコとロイ編、令和無印第2作、2023年版、第8シリーズ）
  - シーズン1『ポケットモンスター リコとロイの旅立ち』 - 《LR1》
  - シーズン2『ポケットモンスター テラパゴスのかがやき』 - 《LR2》
  - シーズン3『ポケットモンスター テラスタルデビュー』 - 《LR3》
- 『ポケットモンスター サイドストーリー』 - 《SS》
- 『ポケットモンスター（劇場版）』 - 《MV》
- 『ポケットモンスター（OVA）』 - 《OA》（機内上映向け作品を含む場合がある）

## 構成
ゲーム版において最初に貰えるポケモンのうち、2体（草、炎タイプ）をゲットしている。無印編から続いたノーマル・水タイプはゲットしていない。
サトシがアローラでゲットした5体のポケモンのうち2体はそれぞれウルトラビーストと幻のポケモンであり、通常のポケモン以外をゲットしたのはシリーズ初である。ククイ博士とのエキシビジョンマッチ以外、シリーズ中で6体が完全に手持ちに揃うことがなかった。
最終回でピカチュウとウルトラホールの世界に故郷を持つアーゴヨン以外はククイ博士に預けた。その地方のポケモンをその地方の人間に預けたのはシリーズ初である。また、「めざせポケモンマスター」では話ごとに手持ちに入れられている。アローラ地方のポケモンのみオーキド研究所に移すことはなかった。
ソルガレオはピカチュウの回想シーンやMPM第10話のOPにおいてゲットした扱いになっている。
サトシがゲットし、マーマネに譲ったデンヂムシはノーカウントとする。

## ポケモン一覧
戦績の対象は、大試練やリーグ戦といった公式戦のみ。また、本作ではゲット後にボールから出ていることが多い。

### 手持ちポケモン

#### モクロー
モクロー
声 - 林原めぐみ
持ち物：かわらずのいし
戦績：4勝2敗
登場時期：SM・PM2
初登場は4話。アローラ地方で最初にゲットしたポケモン。元々はドデカバシ系統の群れにいた個体。
サトシとはお腹を空かせていたところを助けられた形で出会った。その後、ロケット団から群れを助けてもらい、ドデカバシからも後押しされてサトシにゲットされる道を選んだ。ゲット後はほとんどモンスターボールには入らず、サトシのリュックに入っている。44話でほしぐもが加わってからは2匹仲良く寝ている。普段はのんびりかつマイペースとした性格の食いしん坊で、寝ていることが多く、風鈴を木の実と間違えるなどドジな一面があるが、仲間がピンチの際は高い実力を発揮し、足の力が強く、こっそり相手に近づいて攻撃したりと、バトルの実力は確か。
8話ではリーリエの執事・ジェイムズのオドリドリと初バトル。オドリドリの「オウムがえし」をモクロー自身の足の力による「オウムがえし返し」で反撃するも、「フラフラダンス」で混乱した直後に「おうふくビンタ」で逆転負けした。9話ではピカチュウとコンビで「このは」でかく乱し、ヤングースとデカグースを倒すも、ぬしポケモンのデカグースにはやられる。10話の大試練では先鋒としてハラのマケンカニに苦戦するも、「このは」から背後からの「つつく」で勝利するも、バトルでの疲れからか寝てしまったため、戦闘続行不可となり交代された。
35話ではぬしポケモンのラランテスが途中から呼び出したポワルンに対抗するために繰り出され、ポワルンの「みずでっぽう」を身を挺してニャビーを守るなどの戦法を見せ、「たいあたり」でポワルンを倒した。ライチとの試練ではルガルガンのZワザを回避し、ダイノーズの「ギガインパクト」とZワザ「ブルームシャインエクストラ」のぶつかり合いで勝利するも、興奮のあまりにイワンコが誤って「かみつく」を繰り出したことでモクローの戦闘不能となった。
53話ではルザミーネのムウマージ、ミロカロス、ドレディアと対戦する、マオ、スイレン、マーマネを援護するためにニャビーと共に駆けつけるも、ドレディアの「あまいかおり」によって戦意喪失になり、全く役に立たなかった。その後、アママイコがモクローをふっとばし、その勢いで「つつく」をする「ひっさつのモクシュート」(スイレン命名)というコンビネーション技を見せた。
75話にて、カプ・ブルルの能力によって育った大樹に止まることで力を貰い、「はっぱカッター」を習得した。
97話にて、ハウのフクスローと対戦するも破れ、対抗する為の特訓で「タネばくだん」を習得するも、それを使う為に自分から「かわらずのいし」を飲み込み、それを吐き出すという手法を取っている為、現在は進化できなくなってしまっている。
118話ではリュウキのジヘッドとバトル。音楽のペースに惑わされず、接近するもジヘッドの猛攻に反撃される。メルタンの妨害もあって、共にバトルし、クリムガンとジヘッドのパワーに圧倒される。メルタンがクリムガンの「ドラゴンクロー」に倒されかけた時に「ブレイブバード」を習得。見事勝利した。
ハウのジュナイパーとはフクスローの頃からライバル心があり、アローラリーグ2回戦で対戦が決まった時はお互い対抗心を燃やしていた。その為、通りすがりのキャモメにドデカバシ達を呼んでくるよう伝え、ジュナイパーに対抗するために特訓する。
そして2回戦でジュナイパーとバトル。ジュナイパーの圧倒的なパワーとスピードに翻弄されつつも形成を立て直す。その後「ブレイブバード」と「ゴッドバード」のぶつかり合いに一度は負けたように思えたが、モクローはただ寝ていただけだった（理由は「ゴッドバード」の威力が弱かったから）。それでも十分に体力を削られ、ギリギリ寸前まで追い詰められたが、まだ未完成だった「フェザーダンス」（ドデカバシに教わったものとは違い、全身の羽毛を抜け落として飛び立つ演出となっている）で見事その場を切り抜け、「ブレイブバード」で逆転勝利した。エキシビションマッチでは三番手。ウォーグルを「タネばくだん」で翻弄しつつ、「ブレイブバード」で勝利。しかし、フシギバナには敗れる。
PM2ではサトシとの再会を喜んでおり、歓迎パーティーの食事の際は相変わらずの食べっぷりを見せた。
「めざせポケモンマスター」第2話では久々に手持ちに加わっており、カスミの頭の上に乗っかる。また、アローラでゲットしたポケモンとしては初めてオーキド研究所のポケモンたちと共に手持ちに入れられている。
サトシがゲットしたもともと進化しないルチャブルや進化後にタイプを得たバタフリー、リザードン、ゲット時に既に進化してたヨルノズク、カイリューを除き、ひこうタイプのポケモン及びアローラ地方でゲットした中では唯一進化することはなかったが、リーグの間はジュナイパーのフード（ケララッパ、ツツケラ達がどこからか用意した物）を着用している。
現在の使用技は、「はっぱカッター」→「ブルームシャインエクストラ」（Zワザ）、「タネばくだん」、「ブレイブバード」、「フェザーダンス」。以前は「このは」、「たいあたり」➝「ウルトラダッシュアタック」（Zワザ）、「つつく」も使用。

#### ルガルガン
イワンコ → ルガルガン（たそがれの姿）
声 - 林原めぐみ（イワンコ）→中川慶一（ルガルガン）
特性：マイペース（イワンコ）→かたいツメ（ルガルガン）
戦績：5勝1敗
登場時期：SM・PM2
初登場は1話。元々はククイ博士の自宅に居候していた個体。気に入った相手には、首の岩を擦り付ける癖を持つ。
人懐っこい性格でピカチュウと仲が良く、家では一緒に遊んでいることが多い。また、進化形のルガルガンに強い憧れを持っており、グラジオから「いい目をしている。俺のルガルガンと目がそっくり。」と言われるほどである。
15話にて、爪痕の丘で自分を負かしたブーバーとのバトルに勝つため、サトシとの特訓の末に「いわおとし」を習得し、リベンジに成功する。その縁もあって彼に懐き、最終的に博士の提案でゲットされた。
ライチとの大試練では進化の兆しにより興奮状態となり、その興奮の余り誤ってダブルバトルで組んでいたモクローに「かみつく」を繰り出して戦闘不能にしてしまう。我に返り動揺してしまうもサトシに励まされて落ち着きを取り戻し、ルガルガンを撃破する。次の回ではサトシの前から失踪し、カプ・テテフにバトルを挑むも重傷を負い倒れてしまう。その後、グラジオとライチのルガンガン達によってカプ・テテフのもとに運ばれ、回復した直後にグリーンフラッシュの光を浴びて、ロトム図鑑のデータにもないたそがれの姿に進化した。たそがれの姿はククイ博士によって名付けられた。進化してからは実力が上がったものの、ククイ博士によると「進化の時に物凄いパワーを得たが、まだそのパワーを使いこなせていない」とのこと。
第47話で自身の体を汚れると暴走してしまう事が判明した。暴走している間はまよなかの姿同様目が赤くなり、サトシの言う事を聞かなくなる。同話ではグラジオのタイプ:ヌル（ただし、シルヴァディと呼ばれている）とのバトルでは、暴走するトラブルもあったが、驚いたほしぐもが泣いたことで鎮静（泣いた際の衝撃波で、体の汚れが吹き飛んだため。）。最後はタイプ:ヌルの「つるぎのまい」で2回積んだ「ブレイククロー」と「アクセルロック」のぶつかり合いで敗れた。
クチナシとの予備試練バトルではワルビアルのいかくに乗ったことで冷静さを失い、さらに上記と同じように暴走してしまい、「カウンター」からの「かみくだく」を受けて敗れた。その後、カプ・ブルルとの特訓の成果が発揮し、上記の暴走も抑えられるようになり、新たに「ストーンエッジ」を覚えた。クチナシとの再戦（正式な大試練）ではワルビアル、ヤミラミ、ペルシアンと三連戦し、クチナシの挑発的なバトルで瞳が赤く染まるが、それも自身のパワーとしてコントロールし、ペルシアン戦で「カウンター」を習得。「ブラックホールイクリプス」を「ワールズエンドフォール」で相殺し、「アクセルロック」で勝負を決めた。ただし自我をコントロールができるようになった後も、瞳が狂暴な目つきになってしまう特徴があったりと、サトシのゴウカザルと似るところがある。
105話ではグラジオのルガルガンとバトル。ルガルガン同士の互角勝負を繰り広げ、ラジアルエッジストームでとどめを刺しかけたが、耐えられお返しのアルティメットドラゴンバーンに反撃されて敗北した。
アローラリーグ決勝戦ではグラジオのルガルガンと対戦。お互いに意地と意地のぶつかり合いを繰り広げ、最後は両者の「カウンター」のぶつかり合いに勝利。サトシに初のリーグ優勝と初代チャンピオンの座をもたらした。
ククイとのエキシビションマッチでは二体目。「ストーンエッジ」の欠片を利用した戦法でガオガエンにダメージを与える。しかし、交代したウォーグルの「フリーフォール」と「ばかぢから」を受け敗れる。しかし、ウォーグルに与えたダメージをモクローの勝利につなげた。
PM2ではサトシとの再会を喜んだ。
優れた嗅覚を持ち、対象を探し出すことが可能。なお、サトシがゲットしたいわタイプのポケモンは、BWのガントルに次ぐ2体目で、最終進化したのは初である。また、ゲームに先駆けて新たな姿になるポケモンを手持ちにしたのは、サトシゲッコウガに続いて2体目。
現在の使用技は「アクセルロック」、「かみつく」、「ストーンエッジ」→「ラジアルエッジストーム」（Zワザ）、「カウンター」。以前は「いわおとし」→「ワールズエンドフォール」（Zワザ）」、「たいあたり」→「ウルトラダッシュアタック」も使用。

#### ガオガエン
ニャビー→ニャヒート→ガオガエン
声 - 西村ちなみ（ニャビー・ニャヒート）→非公表（ガオガエン）
特性：もうか
戦績：3勝1敗
登場時期：SM・PM2
初登場は1話。元々は年老いたムーランドと共に暮らしていた個体。
サトシとは砂浜で散歩していたところを、走ってきたサトシに出会い、尻尾を踏まれて「ひのこ」を吐いた。ニャース曰く「オヤビン肌のポケモンで弱き者のために世を捨て、自分を捨て、今まで必死に強く生きている」らしい。
かつてはムーランドのために、きのみ等の食べ物をとってきていた。7話ではリージョンフォームのペルシアンにいじめられているところをサトシに助けられた。以降もサトシとは度々出会うも、馴れ合うことなく距離を取り続けていた。
16話ではムーランドの言い付けとは言え、迷子になったモクロ―とアシマリの案内をするなど面倒見が良い一面を見せ、ニャース達を感動させた。この一件以降、ニャースからは一目置かれており、ムーランドとの別れの際には陰から見守られていた。
21話でムーランドは寿命を迎え、ニャビーの前から姿を消したが、その別れを乗り越え、絆を深めたサトシとのバトルの末にゲットされた。なお、この回はTVシリーズでは初めてポケモンの死を扱うエピソードとなったが、直接的な表現は極力避けられている。
ハナコからは可愛がられており、ポケモンスクールの授業参観を観にカントー地方からやって来た時は、乱入したスカル団とのバトルに無理矢理参加させられたり、カントー地方に戻る際には連れて帰ろうとしてサトシも呆れさせられる等、かなり気に入られていた。彼女に抱き抱えられた際、普段では見られないだらしない一面もあり、ロトム図鑑からは「こんなだらしないニャビーを見たのは初めてロト」と言われた。
30話でパートナーとの一時交換の際、なかなか馴染もうとしないシロンをリードしており、登場当初なじむことに距離を置いてきたが、サトシと出会い、ゲットされて以降友好的な行動が増えてきた。
35話では相性の良いぬしポケモン・ラランテスに投入され、優性に立つも、途中から現れたポワルンのサポートにより苦戦を強いられるが、モクローとの連携でポワルンが倒され、日差しが弱ったところを「ウルトラダッシュアタック」で勝利した。
53話ではルザミーネのムウマージ、ミロカロス、ドレディアと対戦する、マオ、スイレン、マーマネを援護するためにモクローと共に駆けつける。ドレディアの「あまいかおり」に耐えるも、モクローが戦意喪失になったことで呆れていた。
63話のバトルロイヤルにてロイヤルマスクのガオガエンの姿に闘争本能がつき、ロイヤルドームでバトルするが、桁違いのパワー圧倒されて一度は敗れるも、再戦時にニャヒートに進化したと同時に進化前に未完成だった「ニトロチャージ」を完成し、スピードで翻弄するも、相変わらずのパワーの違いでまた敗れてしまうが、ガオガエンからライバルと認められた。
81話ではブルガンが結成したリベンジャーズの卑怯な手段でガオガエンが苦戦しているのを見て乱入。マッドブーバーのブーバーンの「だましうち」からの「なげつける」によるコンボ技とミスターエレクのエレキブルの圧倒的なパワーに押されるも、バトル中に新たに「リベンジ」を習得し、両者をKOさせた。その後、ブルガンがゴロンダを繰り出した際にはガオガエンとのダブル攻撃でブルガンもろともダブルKOさせた。
108話ではカプ・レヒレが起こした霧の影響で、ムーランドと再会。彼から「だいもんじ」を教わった。
125話ではセレビィによってサトシと共にククイ博士の幼き頃の時代へ飛ばされ、その時に出会ったニャビーがククイ博士のガオガエン（同じ匂いがしたため）だったことに気づく。
アローラリーグ準決勝でグズマのハッサムと対戦。相性は良かったもののハッサムが「とんぼがえり」で相性の悪いグソクムシャに後退したため一度は苦戦するが、グソクムシャが「ききかいひ」でハッサムと入れ替わったため、偶然とはいえ何とかハッサムを倒し、再びグソクムシャと対戦する。「どくづき」で毒状態にされ敗れたものの、グソクムシャに十分なダメージを与えピカチュウの勝利につなげた。
ククイとのエキシビションマッチでは一体目。ガオガエンのパワーに苦戦しつつも「ニトロチャージ」で素早さを上げ、さらには「ブラストバーン」を吸収するも吸収しきれず一旦交代せざるを得なくなってしまう。しかし、そのパワーを利用してフシギバナに勝利。ククイのガオガエンを倒した直後に自身もガオガエンへと進化するが、力を使い果たして立ったまま戦闘不能になった。
サトシの歴代ほのおポケモンでは、前作のファイアローに続き、最終進化を遂げたが、このリーグでのバトルを最後に最終回を迎えたため、最終進化した後にバトルする場面はシリーズ中には一度もなかった。
PM2ではサトシとの再会を喜んだ。
めざせポケモンマスターの第4話では久々にサトシの手持ちとして登場。「DDラリアット」で道を作ったり、「だいもんじ」で氷を溶かしたりなど本編では見られなかった活躍を見せている。
現在の使用技は「DDラリアット」、「だいもんじ」➝「ダイナミックフルフレイム」。進化前は「ひっかく」→「ウルトラダッシュアタック」、「ひのこ」、「ほのおのキバ」「ニトロチャージ」、「リベンジ」も使用。

#### アーゴヨン
（ベベノム）→アーゴヨン
声 - 愛河里花子
特性：ビーストブースト
戦績：1勝1敗
登場時期：SM
ウルトラビーストの一種。当初はロトムのデータに載っていなかったが、のちにルザミーネ代表からデータをアップデートされる。悪戯好きで、ピカチュウに興味を持ち始めてからよくじゃれついてくる。55話の終盤ではウルトラホール内を移動していたが、61話にてウルトラホールを抜けてアローラ地方を訪れる。しばらくアローラを彷徨っていたが、マッシブーンとサトシのピカチュウの戦闘に遭遇し、サトシのピカチュウに興味を示し始める。
67話で再びピカチュウの前に現れ、ピカチュウと遊んでいたが、ピカチュウを見つけたモクローに毒を犯してしまう。本人はモクローに驚いただけで悪気はなく、ピカチュウが怒り出した途端号泣するなど素直に認め、モクローを解毒するためサトシのところへ向かう。その時偶然見かけたロケット団に襲撃され、危機に陥るも、駆け付けたサトシに助けられ、保護された。どこのウルトラホールから出現したのか不明なため、特定がつくまで、サトシが面倒を見ることになるが、ボールの入り方を知らなかったため、モクローを手本にした結果、自分からウルトラボールに入り、ゲットされた。
90話ではアーゴヨンや他のベベノム達と暮らすために、サトシ達と別れた。そしてアローラリーグ時では既にアーゴヨンに進化（ウルトラガーディアンズのマークをつけていたため、サトシやピカチュウはベベノムが進化したのだと知った）しており、サトシを助けるために駆け付け再び手持ちに加わる。また、サトシのピカチュウ以外で唯一でんき技を使用している（これが偶然にもロイヤルマスクの正体がバレる原因となってしまう）。
エキシビションマッチでは六体目で、ルカリオと対戦。効果のない「ヘドロばくだん」を選択するという痛恨のミスもあったものの、「シザークロス」と「インファイト」がぶつかり合った直後に「りゅうのはどう」を放ち初勝利を飾る。その後、カプ・コケコとのバトルに再び投入。相性で有利な上に互角のスピードで追い詰めたものの、「エレキフィールド」で威力の上がった「ほうでん」の前に敗れる。
エキシビションマッチ終戦後、ククイの家の上空にウルトラホールが出現し、元の世界へ帰ることとなった。別れの際にはサトシから「故郷のベベノム達とネクロズマによろしく」と声を掛けられ、ピカチュウの10まんボルトで見送られながら涙ながらにウルトラホールに入っていった。
一時的な保護とはいえ、性別不明のポケモンをゲットしたのは初である。また、離脱したポケモンが進化した状態で再会するのは初めてである。
PM2ではウルトラホールに戻っているためサトシとの再会はなかった。
現在の使用技は「10まんボルト」→「スパーキングギガボルト」、「シザークロス」、「ヘドロばくだん」、「りゅうのはどう」。進化前は「みだれづき」も使用。

#### メルメタル
メルタン→メルメタル
声 - 三宅健太
性別：不明
特性：じりょく（メルタン）→てつのこぶし（メルメタル）
戦績：2勝2敗
登場時期：SM・PM2
109話の終盤、船に紛れ込んだメルタンのうちの1体。サトシ初のはがねタイプであり、幻のポケモン。
次世代のポケモンをゲットした事例はタケシのウソハチ以来であり、サトシにとっては初となる。
他のメルタン同様、金属物が好物。ナットを落としてしまったところをモクローに拾ってもらって以降は、彼と仲良しになった。他の個体と比べてナットの色が濃い（ただし、進化後は通常通りの色となっている）。ムサシ達からは目からビームが出ることからメカラビと呼ばれている。メルタンの時は無邪気な性格だったが、メルメタルに進化してから豪快な性格となった。
ジムオブカントーのジムリーダー・リュウキとのバトルに参加。ジヘッドの猛攻に苦しむモクローを助けるためにリュウキを妨害。そのままモクローと共にダブルバトルをすることになる。クリムガンの「ドラゴンクロー」に耐えかねたところをモクローが新たに覚えた「ブレイブバード」でピンチを脱失。最後はお返しの「ラスターカノン」と「ブレイブバード」でサトシに勝利をもたらしたが、貰ったジムバッジを帰りに、おやつ代わりとして食べてしまった。
幻のポケモンというだけあってか、バトルの実力が非常に高く、並みのポケモン相手ならば一蹴するほど。ただし、たまにサトシの指示を無視することがある。
126話のナレーションの通訳では、幼い口調で話していた。
アローラリーグトーナメント戦では一番弱いと判断したザオボーが勝手に出させた。「ずつき」を「リフレクター」で塞がれるが、スリーパーが「さいみんじゅつ」を繰り出そうとしたときに思わず我を忘れ、振り子を食べてしまい、その隙に「ラスターカノン」で勝利。
アローラリーグ決勝戦前に呼び出した大量のメルタンたちによってメルメタルに進化する。進化したことでパワーが格段に上がったが、巨体故にメルタンの頃よりスピードが犠牲になっており、グラジオのシルヴァディ戦ではほとんど動かず「ダブルパンツァ―」と「ラスターカノン」による迎撃を主としていた。コータスやドダイトス、ヌメルゴン同様に素早さが低いので、サトシのバトルスタイルとは相性が悪いポケモン。しかし先述の通り、パワーと重量は格段にアップしておりククイのエンペルトの「ハイドロポンプ」を回転するだけで弾く、ピカチュウを苦しめた「うずしお」を真っ正面から受けてもびくともしないなど、そのタフネスさで相手トレーナーやポケモンを驚かせた。
リーグ決勝戦時で一体目。持ち前のパワーでシルヴァディを圧倒させるもかくとうタイプとなったシルヴァディに押され、最後はスタミナ切れで「ラスターカノン」を撃つタイミングがずれて「マルチアタック」を受けて敗北。その後、シルヴァディに与えたダメージをピカチュウの勝利につなげた。
ククイ博士とのエキシビションマッチでは五体目。持ち前のパワーと耐久力でエンペルトに圧勝したが、相性で不利な上に桁外れのパワーを誇ったガオガエンに敗北した。
PM2ではサトシとの再会を喜んでおり、歓迎パーティーの食事の際は相変わらず金属を食べていた。
使用技は「ラスターカノン」、「ダブルパンツァ―」。進化前は「ずつき」、「かたくなる」も使用。

### ウルトラガーディアンズでのライドポケモン

#### ガブリアス
ガブリアス
声 - 三木眞一郎
性別：♂
特性：さめはだ
登場時期：SM
正式にゲットしたポケモンではないものの、便宜上ここに記載する。
55話でウルトラガーディアンズでのライドポケモンとして登場。マッハ2で空中を飛び回る。
126話ではサトシとニャヒートを探すためピカチュウ達に協力した。ナレーションの通訳によると、一人称は「あっし」で豪快な口調で話す。タイプ通り、寒いところは苦手。
最終話ではガオガエンを乗せてサトシを見送った。
使用技は「だいもんじ」、「ストーンエッジ」「りゅうのはどう」。